# Kshtut
Der Kshtut (tadschikisch Киштӯд) ist ein linker Nebenfluss des Serafschan in Tadschikistan.
Der Kshtut entspringt im Norden des Hissargebirges am Übergang zur Serafschankette. Er wird von den dortigen Gletschern gespeist. Der Kstut fließt anfangs in westlicher Richtung, später wendet er sich nach Norden und durchschneidet die Serafschankette. Der Kshtut mündet schließlich oberhalb von Dasthizkazy, 40 km östlich von Pandschakent, in den nach Westen strömenden Serafschan. Der Kshtut hat eine Länge von ungefähr 60 km. Sein Einzugsgebiet umfasst ca. 800 km². Der mittlere Abfluss am Pegel Zerikhisor, etwa 10 km oberhalb der Mündung, beträgt 7,33 m³/s. Juni und Juli sind die abflussreichsten Monate.
Im Einzugsgebiet des Kshtut liegen unterhalb der Tschimtarga, dem höchsten Gipfel der Serafschankette, die Kulikalon-Seen.